# Changy (Marna)
Changy è un comune francese di 122 abitanti situato nel dipartimento della Marna nella regione del Grand Est.

## Società

### Evoluzione demografica
Abitanti censiti